# Platypalpus pseudobicolor
Platypalpus pseudobicolor är en tvåvingeart som först beskrevs av Gabriel Strobl 1910.  Platypalpus pseudobicolor ingår i släktet Platypalpus och familjen puckeldansflugor. Inga underarter finns listade i Catalogue of Life.